# Fissidens crispopachyloma
Fissidens crispopachyloma là một loài Rêu trong họ Fissidentaceae. Loài này được Dixon mô tả khoa học đầu tiên năm 1938.